# إيغون سفينسون
إيغون سفينسون (بالسويدية: Egon Svensson)‏ هو مصارع هاوي سويدي، ولد في 17 نوفمبر 1913 في مالمو في السويد، وتوفي بنفس المكان في 12 يونيو 1995.

## وصلات خارجية
- إيغون سفينسون على موقع قاعدة بيانات المصارعة الدولية (الإنجليزية)
- إيغون سفينسون على موقع اللجنة الأولمبية الدولية (الإنجليزية)
- إيغون سفينسون على موقع أوليمبيديا (الإنجليزية)
- إيغون سفينسون على موقع اللجنة الأولمبية السويدية (السويدية)